# Monika Kulesza
Monika Anna Kulesza – polska literaturoznawczyni, dr hab. nauk humanistycznych, adiunkt Instytutu Literaturoznawstwa Wydziału Nauk Humanistycznych Katolickiego Uniwersytetu Lubelskiego Jana Pawła II.

## Życiorys
18 kwietnia 2018 habilitowała się na podstawie pracy zatytułowanej Słowacki medytacyjny. Późny etap życia i liryki Juliusza Słowackiego w świetle medytacji. Została zatrudniona na stanowisku adiunkta w Instytucie Literaturoznawstwa na Wydziale Nauk Humanistycznych Katolickiego Uniwersytetu Lubelskiego Jana Pawła II.